# Arthula formosana
Arthula formosana là một loài tò vò trong họ Ichneumonidae.